# Дальневосточная детская железная дорога (Хабаровск)
Дальневосто́чная де́тская желе́зная доро́га — узкоколейная детская железная дорога в городе Хабаровске. До 2015 года именовалась «Ма́лая Дальневосто́чная желе́зная доро́га».

## История
Строительство детской железной дороги в городе велось на общественных началах и было начато по инициативе комсомольцев, молодежи и общественности Железнодорожного района. Дорога вступила в строй 19 мая 1958 года, перед столетием города.
Первоначально дорога представляла собою кольцо протяжённостью 600 метров вокруг совхозного парка. Локомотивом являлся мотовоз, пассажиров перевозили в четырех открытых вагонах с деревянными кузовами — по 15 человек в каждом. Тип рельсов — Р-18.

### 1959 год
На смену мотовозу пришёл паровоз серии 159, заводской номер 6421, проработавший на дороге до 1968 года (установлен на постаменте станции Пионерская). В это же время дорога была продлена до улицы Карла Маркса, протяжённость её составила 3,3 километра, рельсы заменены на более тяжёлые 3А.

### 1965 год
На ДЖД были доставлены 4 цельнометаллических 38-местных вагона производства польского завода «Пафаваг» (Pafawag).

### 1967 год
Станция Пионерская была удалена на 600 метров от центральной улицы города, с этого времени протяжённость ДЖД составляет чуть более двух километров (не считая деповских путей).

### 1968 год
На дорогу пришли 2 тепловоза ТУ2, заменившие паровоз.

### 1972 год
Построено здание вокзала на станции Пионерская, на первом этаже которого размещены служебные кабинеты, мастерская и зал ожидания, а на втором — учебные кабинеты, оборудованные наглядными пособиями.

### 1974 год
Построено общежитие летнего типа на 50 человек для проживания с 1 июня по 1 сентября во время прохождения практики на дороге.

### 1979 год
Для технического осмотра вагонов и тепловозов на дороге построено депо со смотровой канавой на один локомотив, а в конце 80-х годов полностью обновлён подвижной состав.

### 1986 год
Вагоны «Пафаваг» заменены отечественными вагонами ПВ51 Демиховского завода, а в 1987 году на смену тепловозам ТУ2 пришли более современные тепловозы ТУ7.

### 1999 год
Начальником ДВЖД издан приказ о начале реконструкции ДЖД. Первый этап реконструкции был завершен 25 мая 2000 года. Произведен ремонт вокзала и учебного корпуса на станции Пионерская, подъёмочный ремонт с полной заменой верхнего строения пути (замена рельсов 3А на более тяжелый тип Р-50, замена шпал и стрелочных переводов, подъём полотна пути на 50 см), заменены все средства СЦБ и связи на более современные.

## Современность
- На Дальневосточной детской железной дороге две станции — Пионерская и Юбилейная, между ними три охраняемых переезда — Озёрный, Юность и Совхозный и две посадочных платформы.[2]
- Подвижной состав состоит из двух локомотивов ТУ-7А (№ 3361) и локомотива ТУ-10 (№ 017), трёх пассажирских вагонов ВП750. В 2009 году поступили тепловоз ТУ7А № 3361 и три пассажирских вагона ВП750. В декабре 2012 года прибыл тепловоз ТУ10 № 017[3][4]. В октябре 2013 года поступили еще три вагона ВП750.
- Для проведения занятий служат кабинеты локомотивного и вагонного хозяйств, сигнализации и связи[2].
- Должности для юных железнодорожников — машинист, помощник машиниста, дежурный по станции, осмотрщик вагонов, проводник, ревизор, дежурный по вокзалу, дежурный по переезду, бригадир, стрелочник, дежурный по перрону[2].

## Галерея

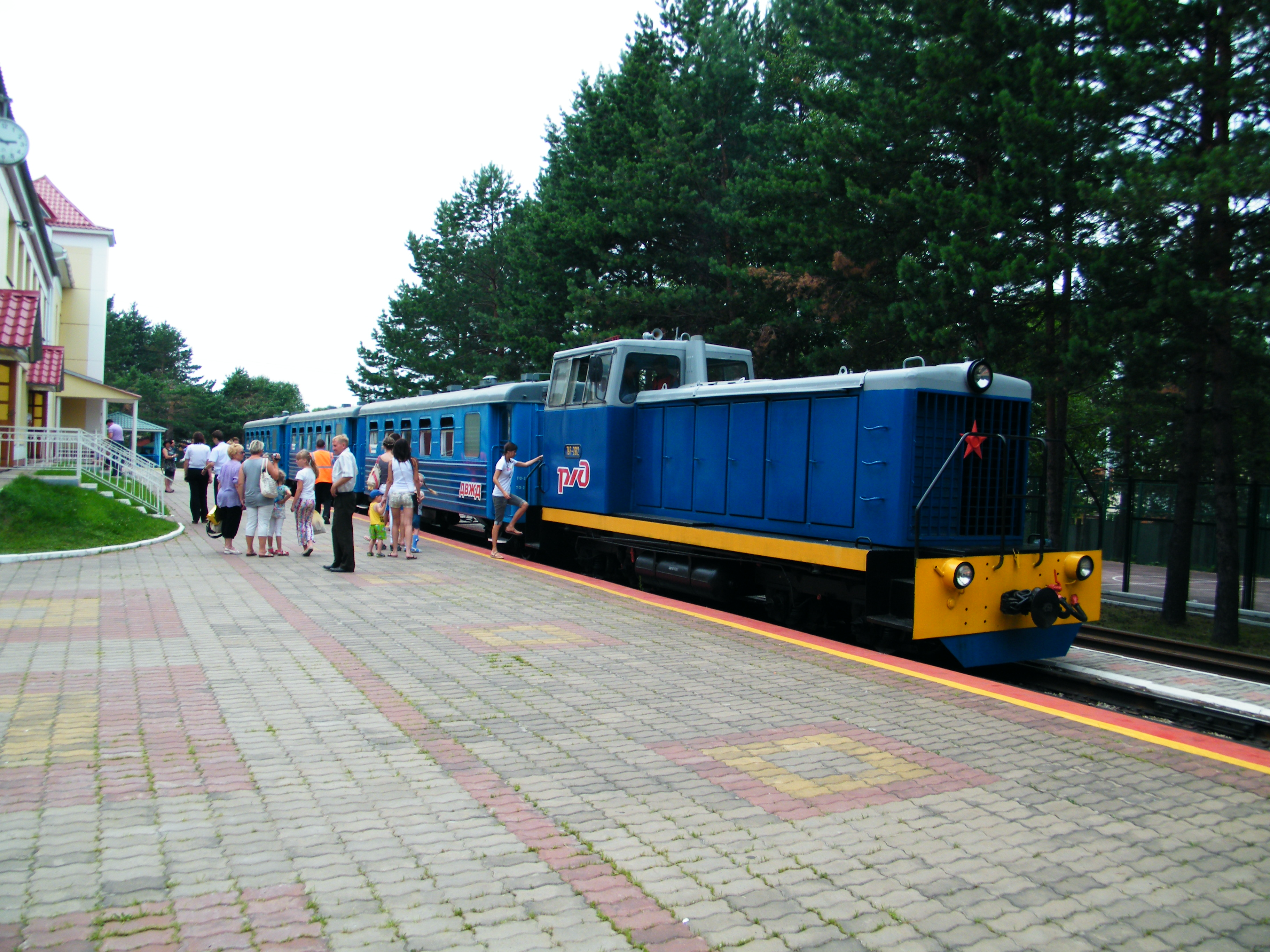
Малая ДВЖД, 2012 год.
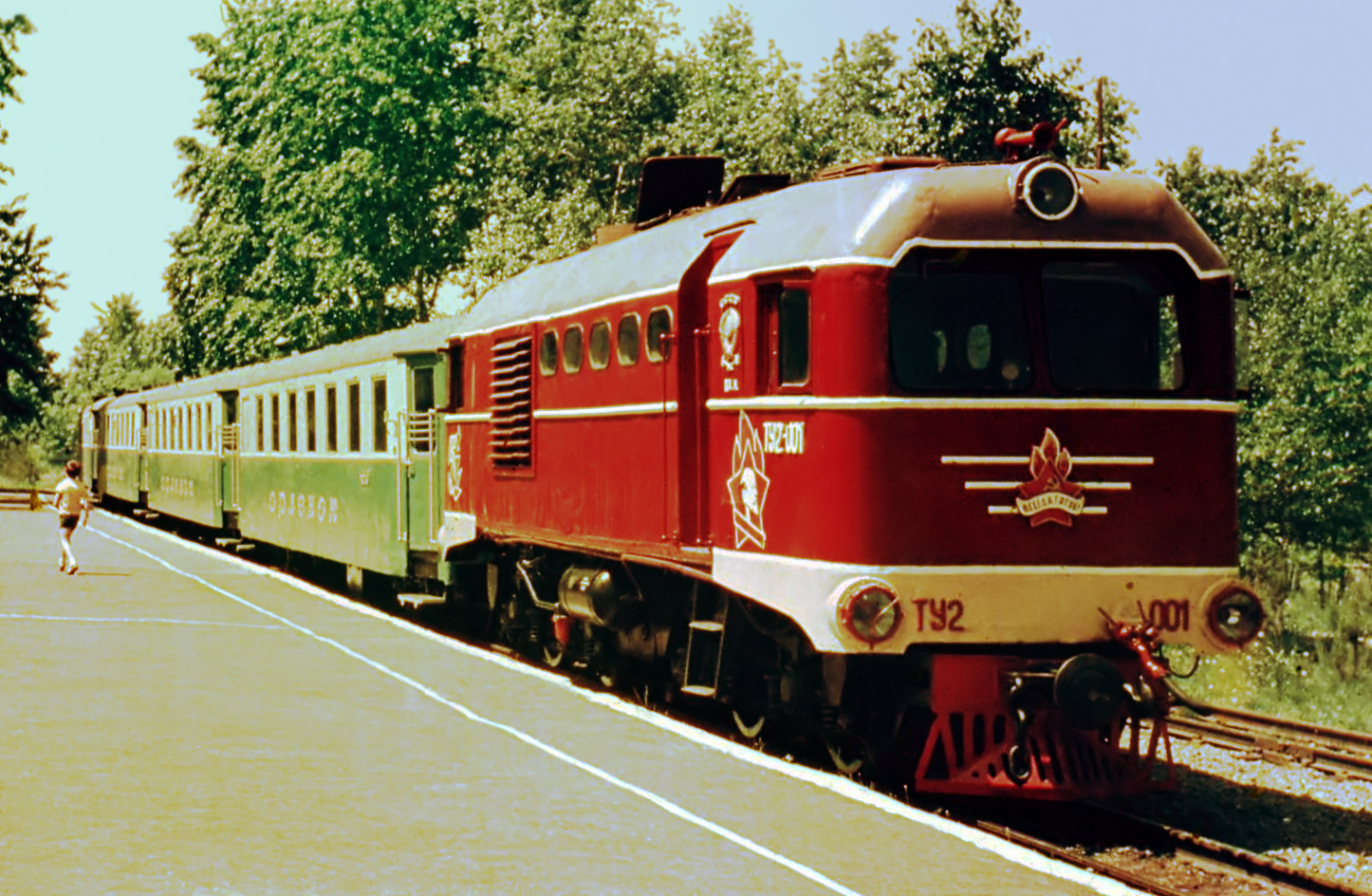
Малая ДВЖД, 1983 год.
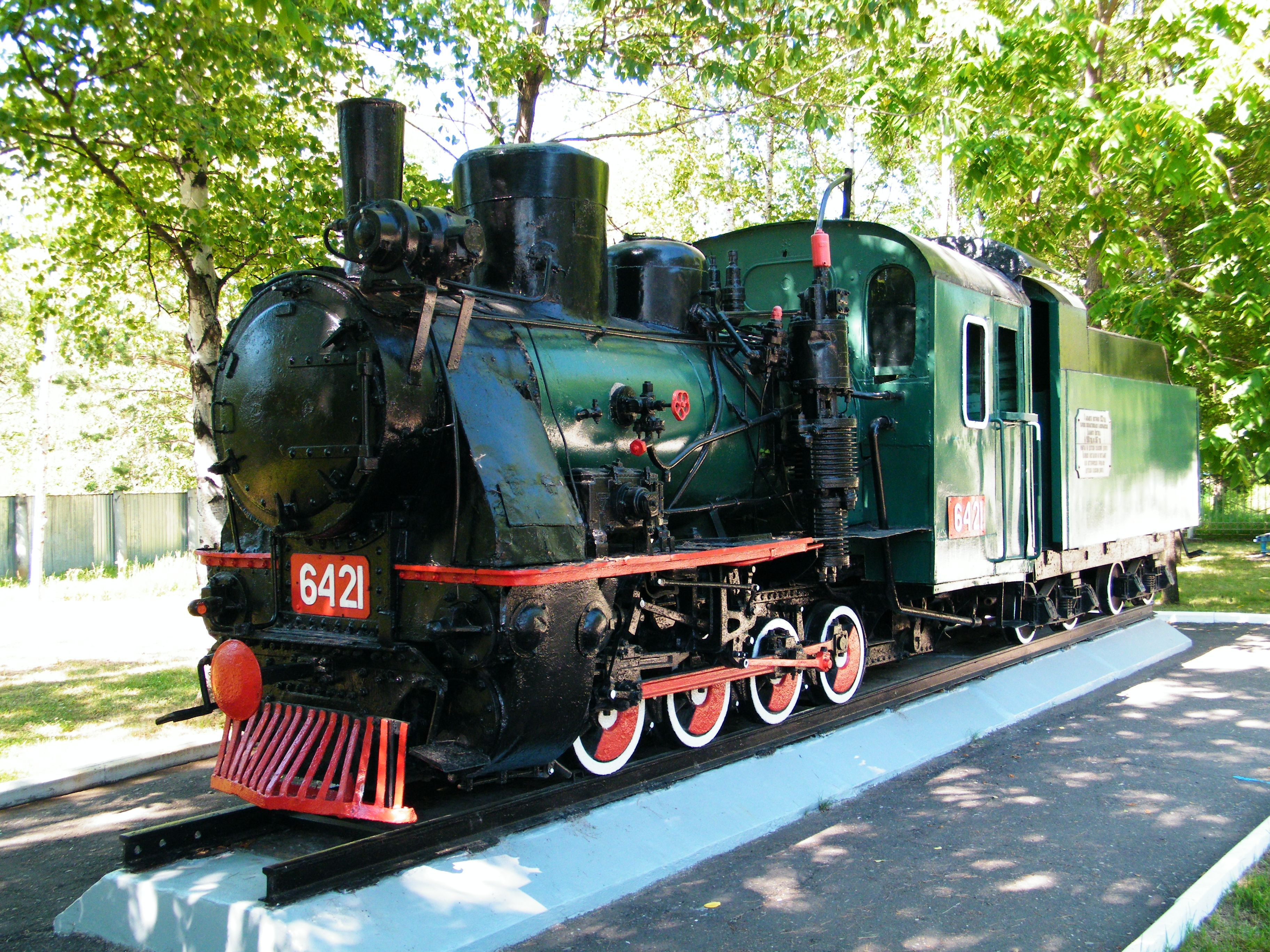
Паровоз 159-6421.
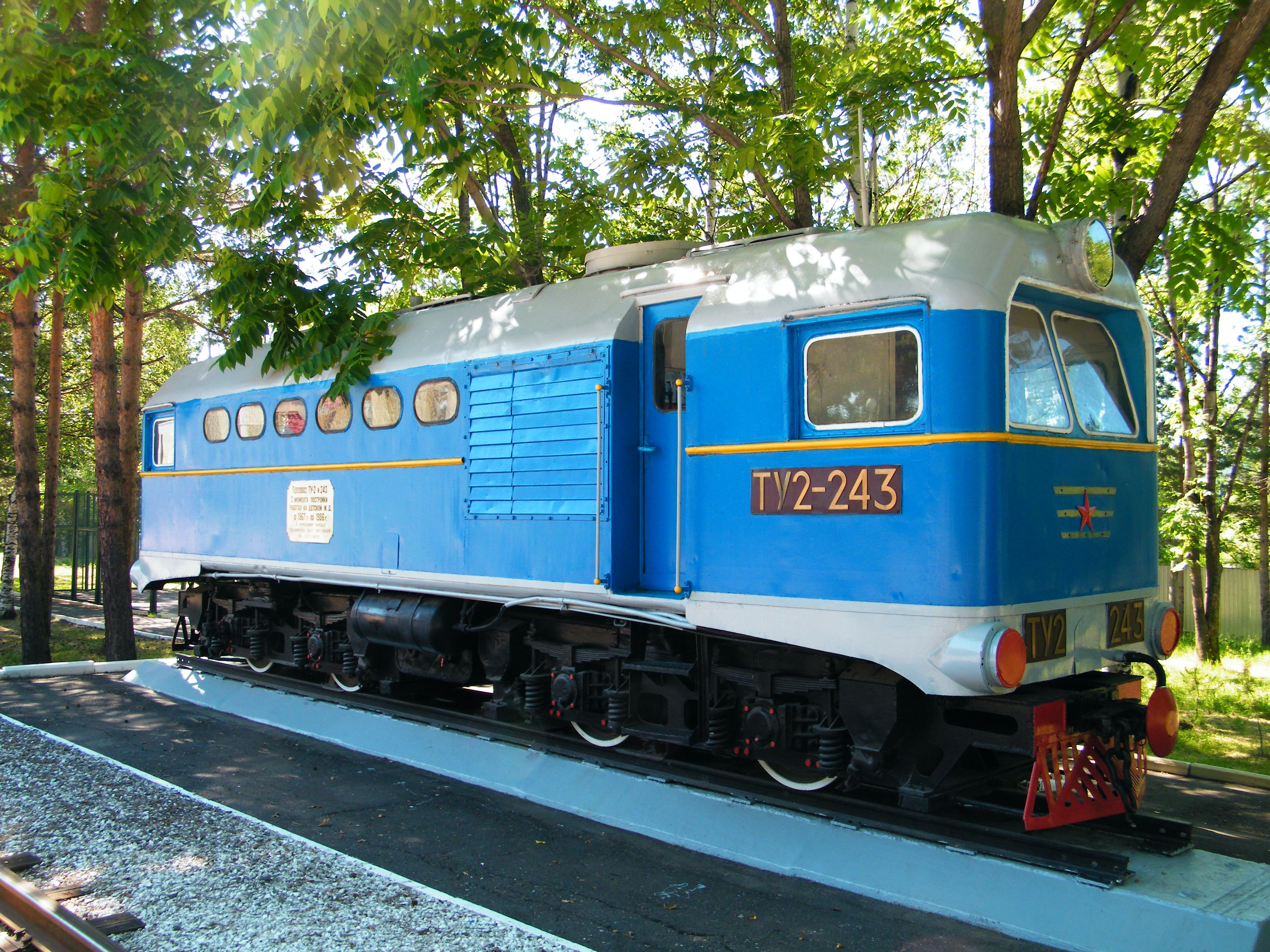
Тепловоз ТУ-2 — памятник, 2012 год.
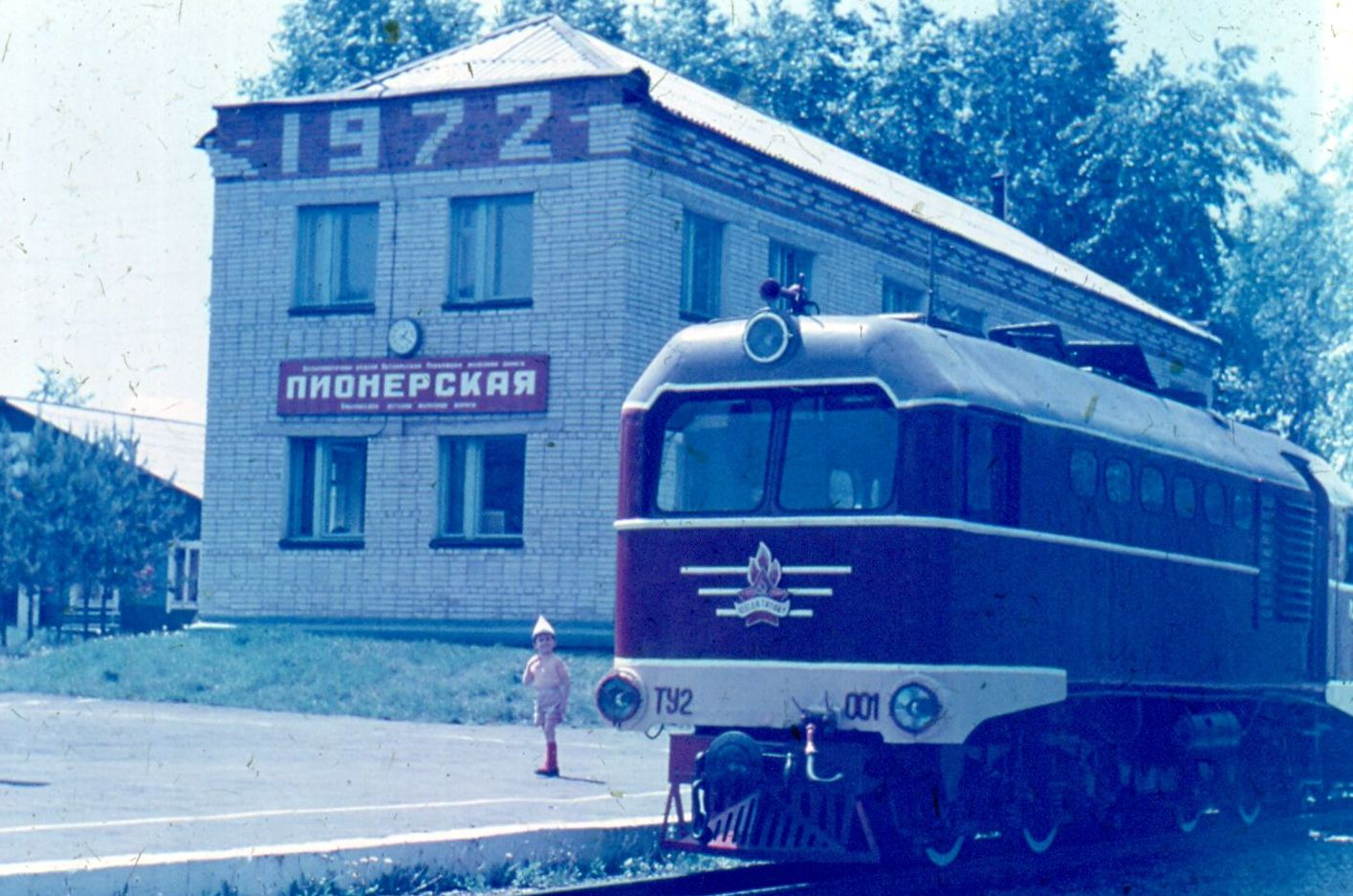
Станция Пионерская, 1983 год.
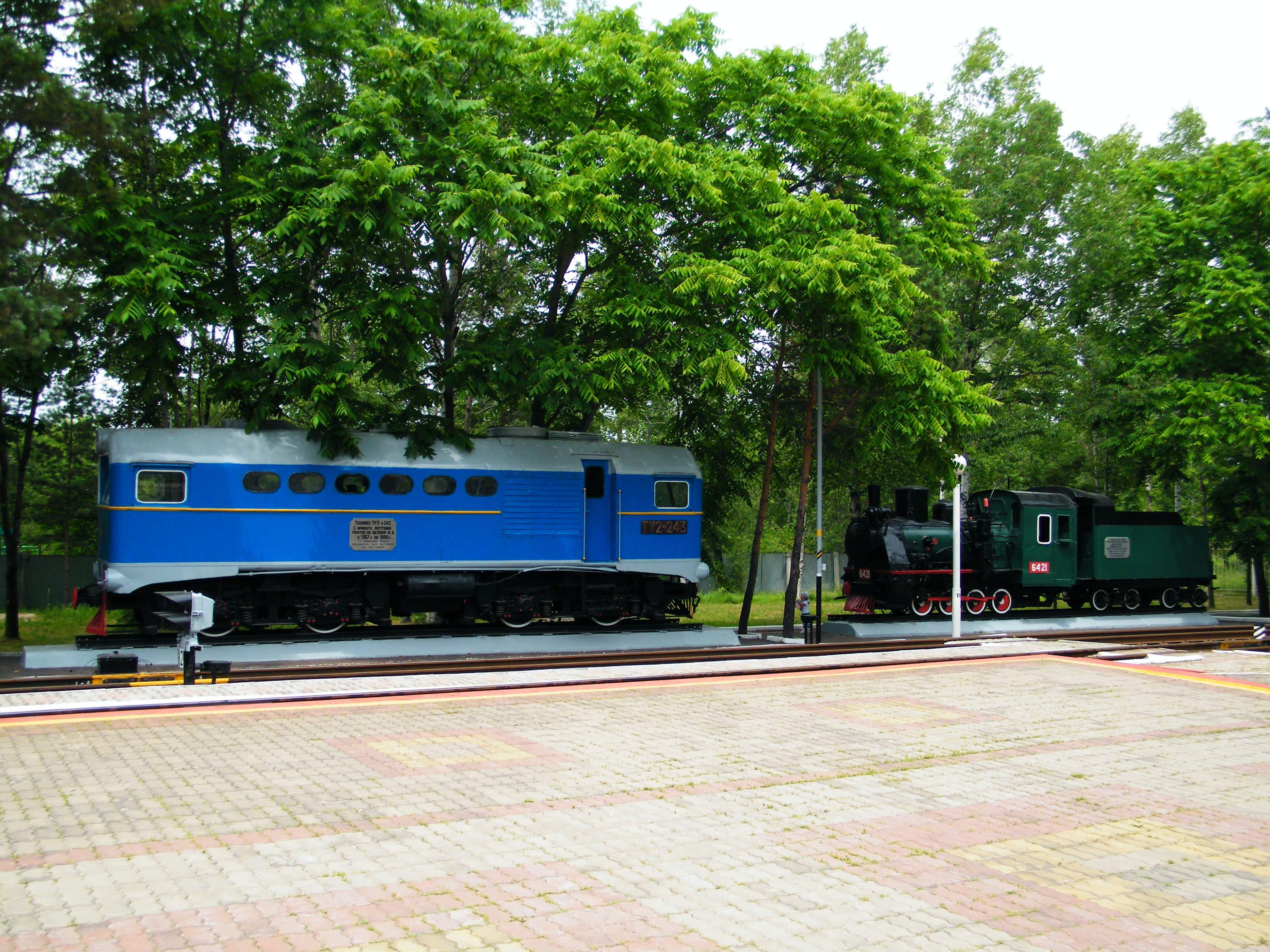
Локомотивы-памятники на станция Пионерская.
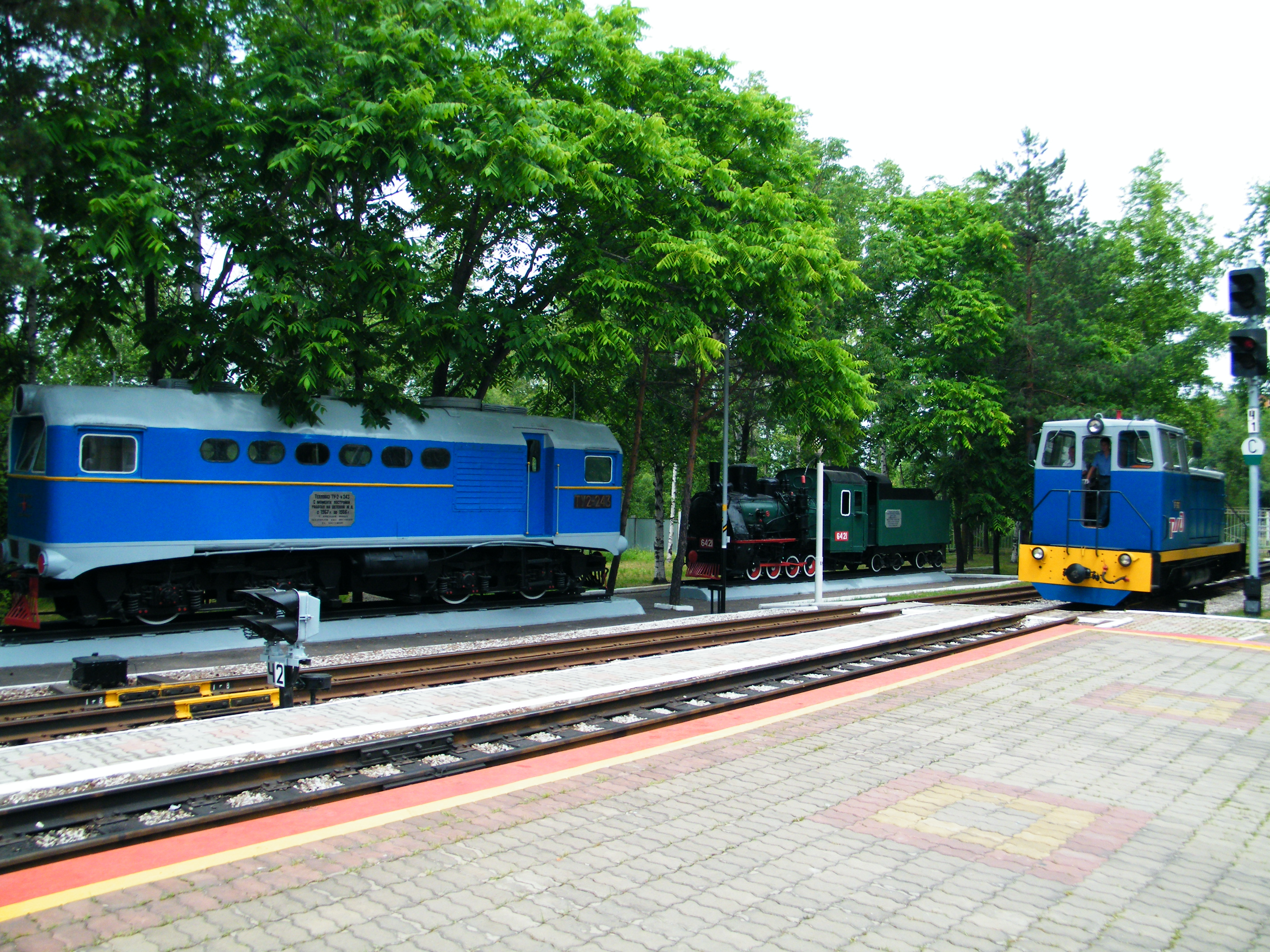
Три поколения локомотивов ДДЖД.
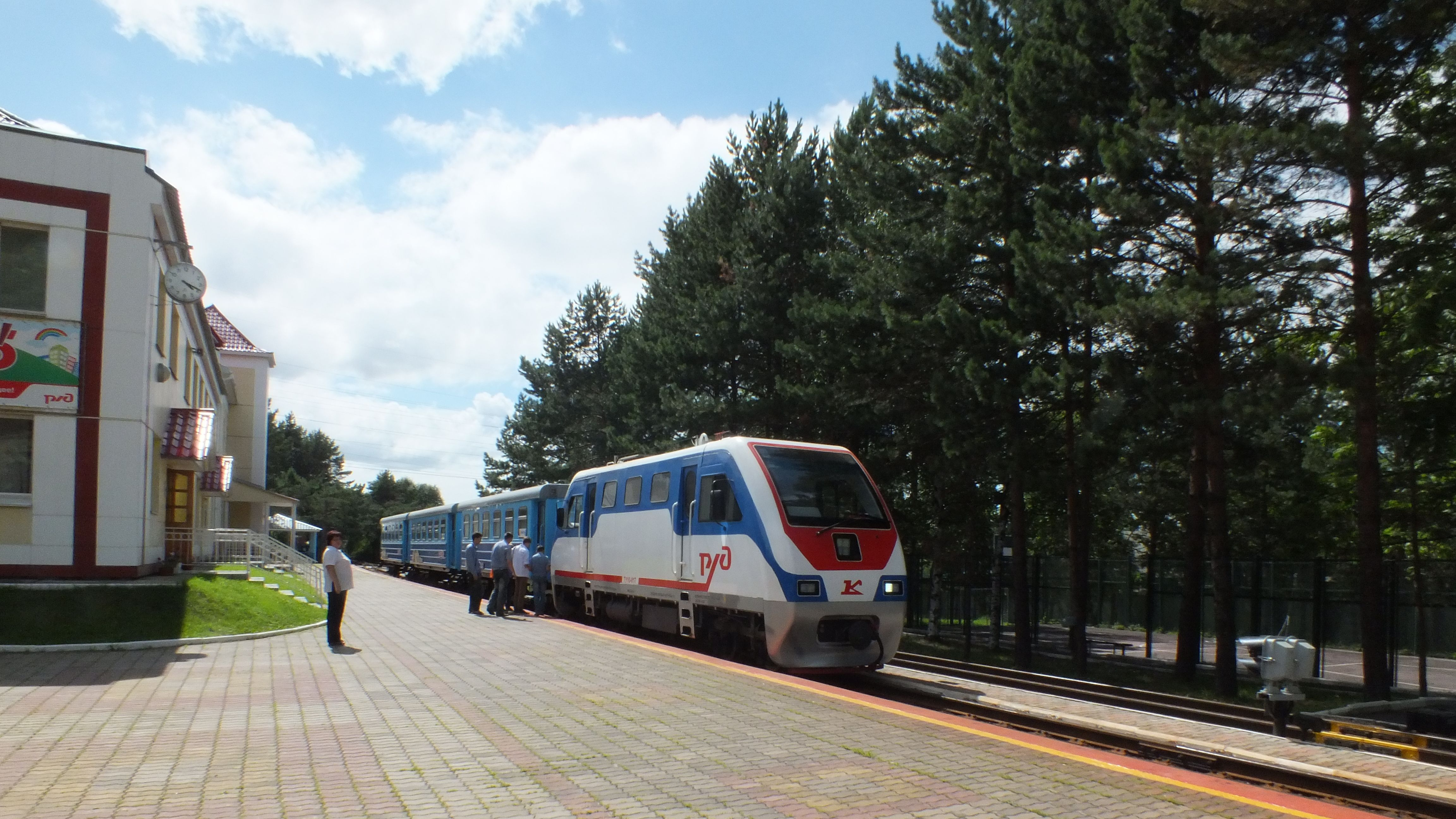
Тепловоз ТУ10, 2013 год.